# Госпланиздат
Госпланиздат (Государственное издательство экономической, плановой и учётно-статистической литературы Госплана СССР) — советское издательство. Образовано в 1938 году, ликвидировано в 1951 году.

## История
Издательство печатало книги, справочники, брошюры, доклады и прочую литературу по экономической и статистической тематике.
Госпланиздат являлся одним из крупнейших в СССР наряду с Госполитиздат, Гослитиздат, Воениздат, «Московский рабочий», Профиздат, «Молодая гвардия», Издательство иностранной литературы, Юридическое издательство, Энергоиздат и Географиздат.

## Выпущено в Госпланиздате
В частности, в Госпланиздате увидели свет:
- Худокормов Г. Н. Заготовительные цены и процесс распределения дифференциальной ренты// Земельная рента в социалистическом сельском хозяйстве. М.: Госпланиздат, 1959
- Словарь — справочник по социально- экономической статистике М., Госпланиздат, 1948
- Романовский В. И. Элементарный курс математической статистики.-М.; Л.: Госпланиздат,1939.
- Янжул И. Н. «Техника и организация машинизированного учёта». М.-Л.: Госпланиздат, 1939.
- Исакович Е. А. Машинизация учёта. — М.-Л.: Госпланиздат, 1939.
- Культурное строительство СССР. Статистический сборник. М.-Л., Госпланиздат, 1940. (Цент. упр. народнохоз. учёта Госплана Союза ССР)
- Социалистическое сельское хозяйство СССР. Статистический сборник. Под редакцией И. В. Саутина Госпланиздат 1939
- Воблый В. К., Пустохол П. И. — Переписи населения. (Их история и организация). — М.; Л.: Госпланиздат, 1940.
- Основные показатели выполнения народнохозяйственного плана за 1940 г. М., Госпланиздат, 1941
- Пособие по статистике для районных и участковых инспекторов ЦСУ Госплана СССР. — М.; Куйбышев: Госпланиздат, 1943.
- Галаган А. М. «Основы бухгалтерского учёта» / А. М. Галаган; под ред. С. К. Татур, А. С. Маргулиса. — М.-Л.: Госпланиздат, 1939
- Боярский А. Я. Курс демографической статистики. М.: Госпланиздат, 1945
- Алампиев П. М. «Экономическое районирование СССР». Кн.1, М.: Госпланиздат, 1959.
- Алампиев П. М. «Экономическое районирование СССР». Кн.2, М.: Изд-во экон. литературы, 1963.
- Чижевский А. Л. «Аэроионификация в народном хозяйстве». — М.: Госпланиздат, 1960.

Литература, выпущенная этим издательством, в основном представляет букинистическую ценность.

### Предыдущие названия и подчинённость
1938—1939 — Государственное издательство Госплана СССР
1939—1946 — Государственное издательство плановой и учётно-статистической литературы Госплана СССР
1946—1948 — Государственное плановое издательство при Государственной плановой комиссии Совета Министров СССР
1948—1951 — Государственное издательство экономической, плановой и учётно-статистической литературы Госплана СССР